# Fridericia parathalassia
Fridericia parathalassia är en ringmaskart som beskrevs av Rüdiger M. Schmelz 2003. Fridericia parathalassia ingår i släktet Fridericia och familjen småringmaskar. Inga underarter finns listade i Catalogue of Life.